# Leucothyreus fluminensis
Leucothyreus fluminensis är en skalbaggsart som beskrevs av Ohaus 1917. Leucothyreus fluminensis ingår i släktet Leucothyreus och familjen Rutelidae. Inga underarter finns listade i Catalogue of Life.